# Khởi nghĩa Vũ Xương
Khởi nghĩa Vũ Xương là một cuộc khởi nghĩa phản Thanh của người Hán của Trung Quốc có tác dụng như chất xúc tác cho cách mạng Tân Hợi, chấm dứt triều đại nhà Thanh và hàng nghìn năm phong kiến, khai sinh ra Trung Hoa Dân Quốc. Bất mãn với cách xử lý một vụ khủng hoảng đường sắt, những người biểu tình biến nó thành một cuộc cách mạng chống lại quan chức chính quyền nhà Đại Thanh. Cuộc cách mạng sau đó nhận được sự hỗ trợ từ tân quân trong một cuộc đảo chính chống lại chính cấp trên của họ ở thành phố Vũ Xương, tỉnh Hồ Bắc ngày 10/10/1911. Trận Dương Hạ do Hoàng Hưng lãnh đạo là cuộc giao tranh lớn nhất của khởi nghĩa này.

## Khủng hoảng đường sắt Quảng Đông Tứ Xuyên
Sau phong trào Nghĩa Hòa Đoàn, nhiều quốc gia phương Tây xem Trung Quốc là mảnh đất tốt để đầu tư và xây dựng đường sắt. Đã tạo được ảnh hưởng tại Trung Quốc, các quốc gia như Anh và Pháp xây dựng rất nhiều tuyến đường sắt cho dù bị nhà Thanh phản đối. Đức bắt đầu xây đường sắt ở Sơn Đông, Anh ở thung lũng sông Trường Giang, Pháp ở Côn Minh Vân Nam, Nga ở Hắc Long Giang và người Nhật thành lập công ty đường sắt Nam Mãn Châu.
Tuy nhiên, đến năm 1905, tuyến đường sắt Quảng Đông-Hán Khẩu và Tứ Xuyên-Hán Khẩu đoạn chạy qua Quảng Đông, Hồ Nam, Hồ Bắc và Tứ Xuyên do địa phương quản lý. Các tuyến này dùng để kết nối với phần còn lại của Trung Quốc.
Tháng 5 năm 1911, nhà Thanh yêu cầu quốc hữu hóa các tuyến đường sắt nhằm bồi thường chiến phí theo điều ước Tân Sửu. Thông báo về việc quốc hữu hóa đường sắt và trả nợ chiến phí cho các nước thắng trận trong phong trào Nghĩa Hòa Đoàn (chủ yếu là Anh, Pháp, Đức và Mỹ) đã vấp phải nhiều phản đối. Các vụ phản kháng đã diễn ra ở thành phố Trường Sa và nhân dân Quảng Đông đã tẩy chay tiền giấy chính phủ.
Đến 11 tháng 8 đã có nhiều cuộc biểu tình và đình công lớn tại Thành Đô. Tổng đốc Tứ Xuyên Triệu Nhĩ Phong trong con hoảng loạn đã ra lệnh bắt giữ nhiều quý tộc. Các đơn vị Tân Quân ở Vũ Hán khi đó đang đóng tại Võ Xương, Hán Khẩu, Hán Dương.

## Khởi nghĩa

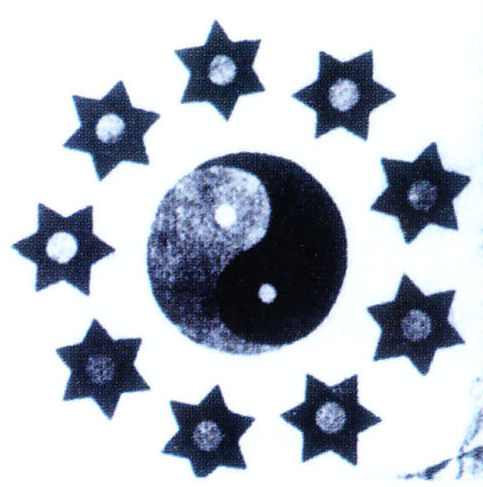
Cờ 9 sao với Thái cực đồ ở giữa được dùng trong khởi nghĩa Vũ Xương.

### Các nhóm cách mạng và vụ đánh bom
Cuộc khởi nghĩa thực chất bắt nguồn từ một sự cố. Tại thời điểm đó có hai nhóm cách mạng là Văn Học Xã (文學社) và Cộng Tiến Hội (共進會).. Hai nhóm này cộng tác với nhau, do Tưởng Dực Vũ (蔣翊武) và Tôn Vũ(孫武) lãnh đạo. Tháng 9 năm 1911, họ bắt đầu cộng tác với Đồng Minh hội (同盟會). Ngày khởi nghĩa dự kiến ban đầu là 6 tháng 10 nhằm vào Tết Trung thu. Tuy nhiên vài người chưa sẵn sàng cho ngày đó nên nó bị hoãn. Ngày 9 tháng 10 khi Tôn Vũ đang ở nơi chế tạo bom tại tô giới Nga tại Hán Khẩu thì một quả bom ngẫu nhiên phát nổ khiến ông bị thương nặng. Khi Tôn Vũ được đưa đến bệnh viên, các nhân viên y tế phát hiện ra đây là nhóm hoạt động cách mạng nên đã báo cho nhà Thanh.

### Binh biến Tân quân
Tổng đốc Hồ Quảng là Thụy Trừng (瑞澂) cố gắng lùng bắt những người cách mạng. Phải đối mặt với việc bị phát hiện và bắt bớ, những người cách mạng buộc phải hành động. Tưởng Dực Vũ và Văn Học Xã quyết định ra tay đêm hôm đó nhưng mưu đồ bị bại lộ. Một số thành viên bị bắt và hành quyết.
Hùng Bỉnh Khôn (熊秉坤) sau đó quyết định nổi dậy vào 7 giờ tối ngày 10 tháng 10. Tân quân ở Vũ Xương tiến hành binh biến. Trong khi Tân binh là của nhà Thanh, họ đã bị ảnh hưởng bởi tư tưởng chống Thanh của Tôn Trung Sơn (khi đó đang bị trục xuất). Những người cách mạng đã chiếm lấy phủ của Thụy Trừng buộc ông ta phải chạy thoát thân qua đường hầm. Sau khi giao chiến ác liệt, Tân quân đã chiếm giữ những vị trí chiến lược trong thành phố. Càng lúc càng có nhiều người nổi dậy và quân triều đình đã bị đánh bại.

### Tế lễ
Chỉ một tuần sau khi khởi nghĩa Vũ Xương nổ ra, Lê Nguyên Hồng (黎元洪) đã làm lễ tế trời, đất và Hoàng Đế. Một đài rộng bằng đất được dựng lên, trên đó có bệ thờ đặt bát hương, rượu và một con bò, theo nghi thức truyền thống. Lê Nguyên Hồng và các sĩ quan khấu đầu bốn lần trong khi một bài tế được xướng lên, nói về việc người Hán bị người Mãn áp bức và kêu gọi Hoàng Đế giúp sức cho việc thành lập nước Cộng hòa. Sau cùng, các binh sĩ giơ cao súng của họ và hô "vạn tuế" ba lần. Buổi lễ kết thúc.

Cờ 18 sao Thiết Huyết trong khởi nghĩa Vũ Xương tượng trưng cho 18 tỉnh bản thổ của người Hán

### Thành lập chính quyền quân sự Hồ Bắc
Ngày 11 tháng 10, Tân quân thành lập chính quyền quân sự tại Hồ Bắc và Lê Nguyên Hồng bị ép làm Đốc quân mới. Người ta đã phải thuyết phục ông "đồng ý" nhận chức vụ này, có báo cáo nói rằng ông đã trốn dưới giường để thoái thác cương vị này.
Khi quân đội đã làm chủ thành phố, binh lính đã giương "cờ 18 sao Thiết Huyết" trên Hoàng Hạc lâu. Chính quyền quân sự mới thành lập kêu gọi các tỉnh khác ủng hộ cuộc cách mạng và tuyên bố thành lập Trung Hoa Dân Quốc. Chính phủ lâm thời này thường được gọi là "Hồ Bắc quân chính phủ"(湖北軍政府). Đến ngày 12 tháng 10, Hán Khẩu và Hán Dương cũng rơi vào tay của những người cách mạng.

## Sau khởi nghĩa

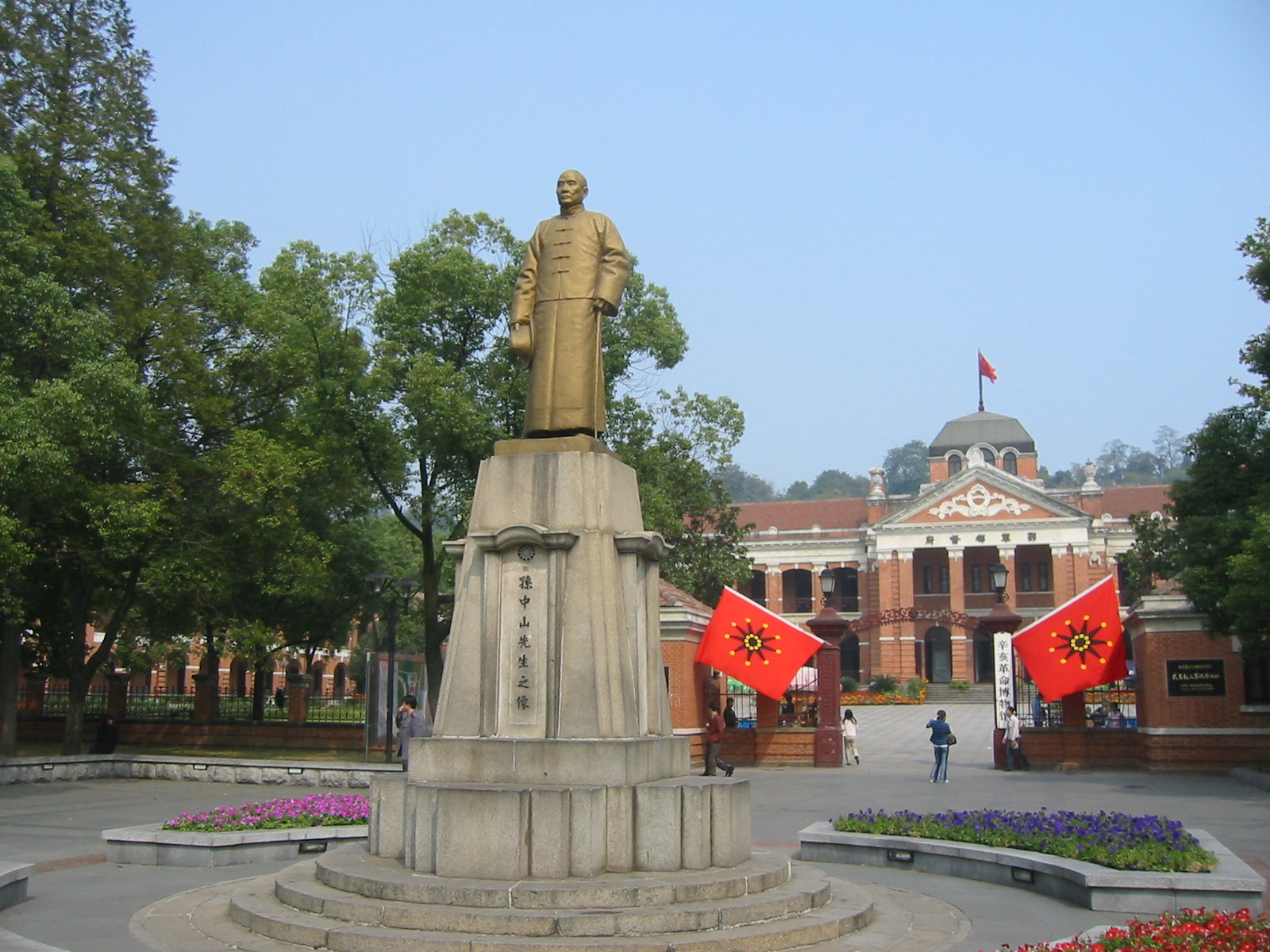
Tượng Tôn Dật Tiên đứng tại quảng trường Đệ Nhất Khởi Nghĩa tại thành phố Vũ Hán phía trước trụ sở của chính phủ quân sự Hồ Bắc.

Bản thân Tôn Trung Sơn không đóng vai trò trực tiếp trong cuộc khởi nghĩa. Khi đấy ông đang ở Hoa Kỳ kêu gọi Hoa kiều ủng hộ vật chất. Cụ thể, ông đang ở Denver, ở chân dãy núi Rocky. Ông nhận được 1 bức điện từ Hoàng Hưng được gửi từ cách đấy 1 tuần nhưng ông không giải mã được nó vì thiếu công cụ. Sáng hôm sau ông đọc được trên báo rằng những người cách mạng đã chiếm được thành phố Vũ Xương. Sau khởi nghĩa, những người cách mạng gửi điện đến các tỉnh khác kêu gọi họ tuyên bố độc lập và đã có 15 tỉnh ở Nam Trung Hoa và Trung Trung Hoa hưởng ứng.
Các đại diện đến từ các tỉnh ly khai đã họp mặt và tuyên bố thành lập Trung Hoa Dân Quốc ngày 1 tháng 1 năm 1912. Tôn Trung Sơn về nước tháng 12 năm 1911 và được bầu làm tổng thống lâm thời của Trung Hoa Dân Quốc. Ông cuối cùng đã nhượng bộ chức vụ tổng thống lâm thời của mình cho Viên Thế Khải, đổi lại Viên sẽ giúp sức gây áp lực ép vị hoàng đế cuối cùng thoái vị. Ngày 12 tháng 2 năm 1912, Phổ Nghi, vị Hoàng đế Trung Hoa cuối cùng, đã rời khỏi ngai vị. Nhà Thanh không còn quyền lực chi phối đất nước nữa vì nó gần như đã bị tước đi thiên mệnh. Sự kiện này đặt dấu chấm hết thời kỳ quân chủ.

## Văn hóa
Ngày diễn ra cuộc khởi nghĩa, 10 tháng 10, Ngày Song Thập (tiếng Trung: 雙十節), được lấy làm ngày Quốc khánh (tiếng Trung: 國慶日) của Trung Hoa Dân Quốc. Đây là một trong những ngày lễ quốc gia quan trọng nhất ở Đài Loan.
Ngày 10 tháng 10 không phải là quốc khánh tại Cộng hòa Nhân dân Trung Quốc nhưng vẫn có những hoạt động kỷ niệm diễn ra tại Trung Quốc đại lục và ngày này thường được gọi là Ngày kỉ niệm khởi nghĩa Vũ Xương (tiếng Trung: 武昌起义纪念日). Lễ kỷ niệm tương tự thường được thực hiện vào ngày 1 tháng 10, Quốc khánh nước Cộng hòa Nhân dân Trung Hoa.